# Coupe des Pays-Bas de football 1999-2000
Navigation
Édition précédente Édition suivante
La Coupe des Pays-Bas de football 1999-2000, nommée la KNVB beker, est la 82e édition de la Coupe des Pays-Bas. La finale se joue le 21 mai 2000 au stade De Kuip à Rotterdam.
Le club vainqueur de la coupe est qualifié pour le premier tour de la Coupe UEFA 2000-2001.

## Finale
Le SV Roda JC Kerkrade gagne la finale contre le NEC Nimègue et remporte son deuxième titre. La rencontre s'achève sur le score de 2 à 0.